# Tickle v Giggle for Girls Pty Ltd
L’affaire Tickle v Giggle for Girls Pty Ltd concerne la discrimination d'une femme trans par un réseau social en non-mixité sur la base de son identité de genre et est considéré comme un jugement significatif dans le domaine.

## Historique
En 2020, Sall Grover (en) crée l'application Giggle for Girls, une application de mise en relation réservée aux femmes, après avoir subi du sexisme lors qu'elle travaillait dans l'industrie du cinéma à Hollywood.
En février 2021, Roxanne Tickle télécharge et crée un compte. En septembre 2021, son compte est fermé subitement. Sall Grover, la fondatrice de Giggle for Girls, reçoit une plainte de l'Australian Human Rights Commission (en) en janvier 2022. Roxanne Tickle porte plainte le 22 décembre 2022 pour discrimination contre l'application et Sall Grover.
Le 1er juin 2023, le juge Robert Bromwich refuse d'écarter l'affaire et ordonne à Giggle de payer une partie des frais légaux de la plaignante.
Le 23 août 2024, la Cour fédérale d'Australie (en) déclare Sall Grover et Giggle coupable de discrimination et ordonne un paiement de 10 000 dollars en plus des dépens,.
Le 1er octobre 2024, Sall Grover annonce faire appel du jugement.